# Fort de fées

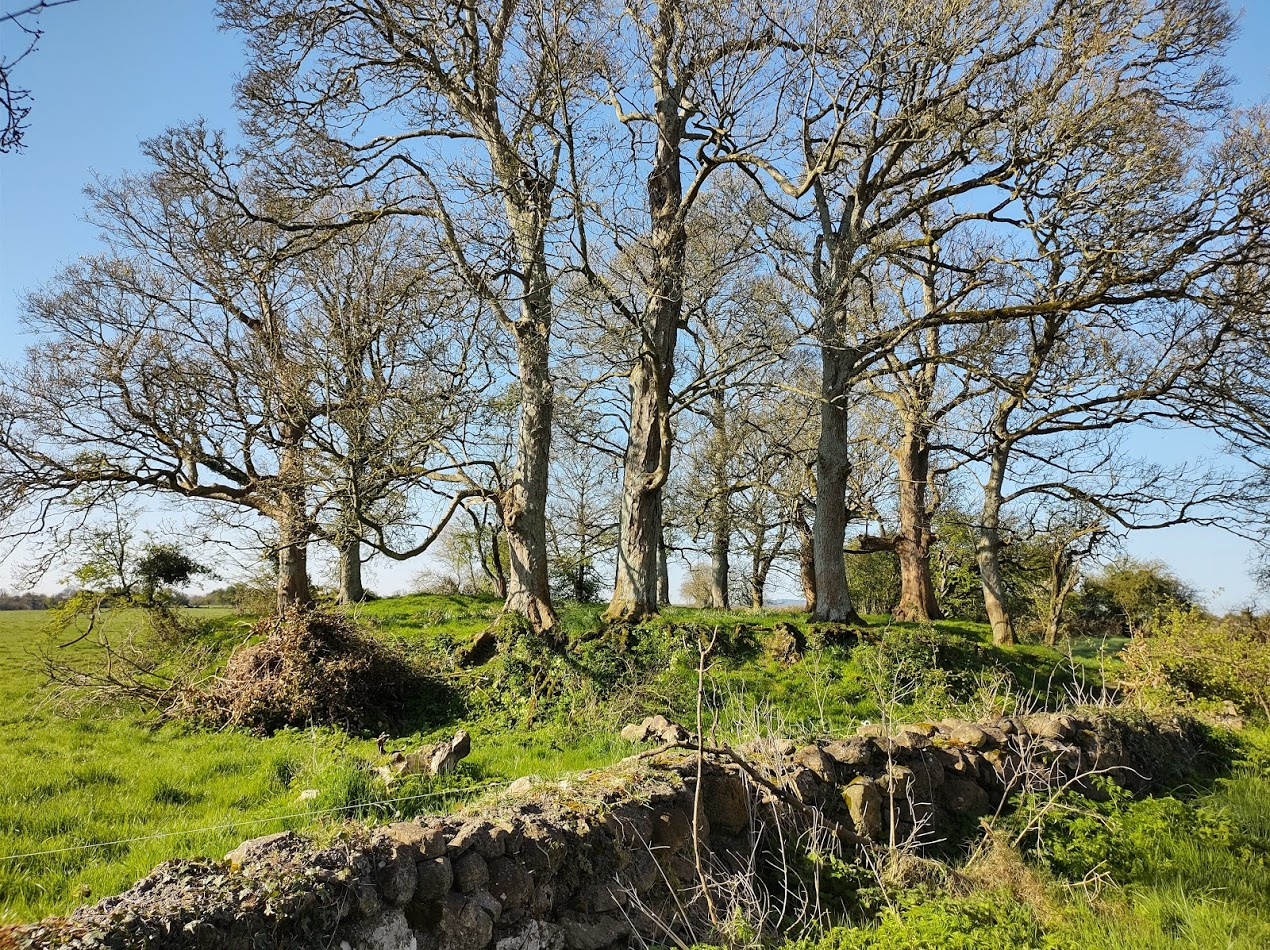
Fort de fées (rath) à Knocknagranshy, Comté de Limerick

En Irlande, un fort de fées est le reste d'un lios (ringfort) ou de toute autre résidence de forme circulaire. Probablement de la fin de l'âge du fer jusqu'au début du christianisme, les habitants de l'île construisaient des structures circulaires à l'aide de talus de terre ou de fossés. Elles étaient parfois surmontées de palissades en bois ou d'immeubles en bois. Ces logements étant peu résistants sur une longue période, il ne reste souvent plus que des vestiges circulaires sur les terrains qui les ont accueillis. Ces vestiges existent partout en Irlande.

## Interprétation
Selon certaines traditions, les ringforts étaient des forts de fées imprégnés de la magie des druides. Les habitants primitifs de l'Irlande pendant la période pré-celtique étaient perçus comme mythiques et associés aux histoires de fées. Les forts de fées et les tumulus pré-historiques étaient considérés comme des portes donnant sur leur monde. Couper des herbes, particulièrement l'aubépine, se trouvant sur les forts de fées était réputé causer la mort des faucheurs.
Il existe plusieurs contes folkloriques à propos d'évènements surnaturels s'étant produits dans les forts de fées. Par exemple, une femme qui demeurait dans l'un des forts a sauté sur son amant en prenant la forme d'un dragon. Les accidents réellement survenus dans les forts de fées peuvent être scientifiquement expliqués. Par exemple, un homme a tenté de faire exploser un dolmen : sa main a été infectée après qu'il a reçu des morceaux de pierre.
D'autres traditions affirment qu'un leprechaun sait où se trouve une cache d'or dans un fort de fées.